# Cúp CONCACAF
Cúp CONCACAF là một giải thi đấu bóng đá để xác định đội tuyển thuộc khu vực CONCACAF tham gia vào Cúp Liên đoàn các châu lục. Theo quy định trước đây, vì cúp bóng đá Bắc, Trung Mỹ và Caribe diễn ra hai năm một lần, chỉ có đội chiến thắng giải đấu trước Cúp liên đoàn các châu lục đủ điều kiện. Điều này hạ thấp uy tín của giải đấu xen kẽ. Trong trường hợp cùng một đội giành được cả 2 cúp trong 4 năm, trận đấu sẽ không được tổ chức
Giải đấu đã được công bố vào ngày 5 tháng 2013, mùa khai mạc đã diễn ra trong năm 2015.
Trong tháng mười một năm 2016, CONCACAF thông báo bản quyền truyền hình cho mùa 2019 đã được bán cho Fox Sports.
| 2015 Chi tiết | United States | · México | 3-2 aet | · Hoa Kỳ |
| 2019 Chi tiết |               |          |         |          |